# Siphonogorgia pustulosa
Siphonogorgia pustulosa är en korallart som beskrevs av Studer 1889. Siphonogorgia pustulosa ingår i släktet Siphonogorgia och familjen Nidaliidae. Inga underarter finns listade i Catalogue of Life.